# Régence en Yougoslavie

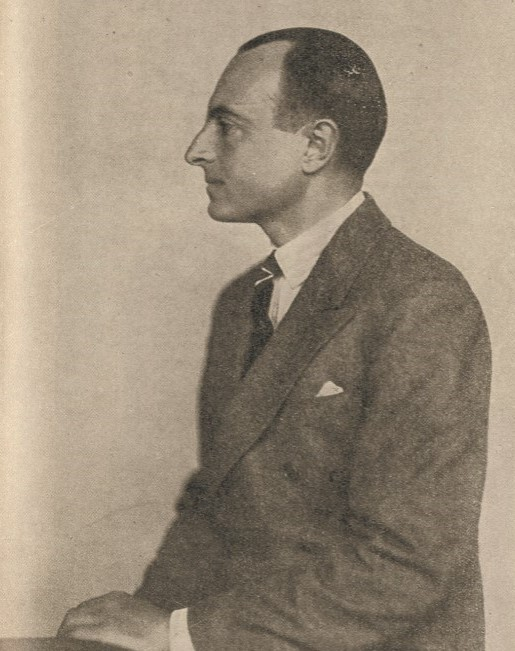
Pavle Karadjordjevic (1893 - 1976) était un membre de la dynastie Karadjordjevic et le prince-vice-roi du royaume de Yougoslavie après l'assassinat du roi Alexandre Ier Karadjordjevic en 1934 jusqu'au 27 mars 1941. Fils unique du prince Arsen Karadjordjevic, frère du roi Pierre Ier.

La régence yougoslave était un gouvernement de trois membres dirigé par le prince régent Paul de Yougoslavie à la place de Pierre II jusqu'à sa majorité. Il fut en activité de novembre 1934 au 27 mars 1941.

## Contexte
Le 9 octobre 1934, Vlado Tchernozemski, membre de l'Organisation révolutionnaire intérieure macédonienne, a assassiné le roi de Yougoslavie Alexandre Ier à Marseille, en France. Son cousin, le prince Paul, a alors pris la régence. Dans son testament, Alexandre avait stipulé que, s'il mourait, un conseil de régents présidé par Paul devrait gouverner jusqu'à ce que Pierre II, le fils d'Alexandre, soit majeur.

## Membres
- le prince Paul
- Radenko Stanković
- Ivo Perović

## Histoire
Le prince Paul, bien plus qu'Alexandre, était yougoslave plutôt que serbe (yougoslavisme contre nationalisme serbe). Cependant, contrairement à Alexandre, il penchait beaucoup plus vers la démocratie. Dans ses grandes lignes, sa politique intérieure a travaillé à éliminer l'héritage du centralisme, de la censure et du contrôle militaire d'Alexandre et à pacifier le pays en résolvant le problème serbo-croate.

## Sources
- Jacob B. Hoptner, Yugoslavia in Crisis, 1934-1941, 1962
- Драган Суботић, Српски монархизам у прошлости и данас, БИНА,‎ 1997 (lire en ligne)
- Jacob B. Hoptner et Časlav M. Nikitović, Jugoslavija u krizi, 1934-1941, Columbia University Press, 1964 (lire en ligne)
- Dušan Mrđenović, Ustavi i vlade Kneževine Srbije, Kraljevine Srbije, Kraljevine SHS i Kraljevine Jugoslavije, 1835-1941, Nova knj., 1988 (lire en ligne)
- Wayne S. Vucinich et Jozo Tomasevich, Contemporary Yugoslavia : Twenty Years of Socialist Experiment, University of California Press, 1969, 22– (lire en ligne)